# Anna Bach

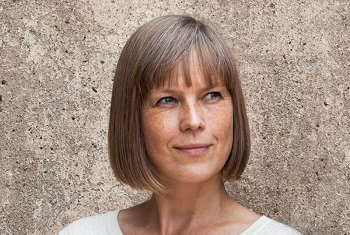
Anna Bach

Anna Bach (geboren 1973 in Nummi-Pusula, Finnland) ist eine finnische Architektin, die in Barcelona lebt und arbeitet.

## Leben

### Jugend und Ausbildung
Anna Bach ist Tochter eines Landwirts, der gleichzeitig Leiter von landwirtschaftlichen Kooperationsprogrammen in unterentwickelten Ländern war. Ihre Mutter war Künstlerin und Illustratorin. Der Bauernhof ihrer Eltern war ein unkonventioneller Ort, auf dem internationales Publikum ein und aus ging.
Bach studierte Architektur an der Technischen Universität Helsinki, wo Juhani Pallasmaa ein wichtiger Lehrer war. Sie machte dort 2001 ihren Abschluss. Von 1999 bis 2000 sammelte sie studienbegleitend Berufserfahrung im Architekturbüro Petri Blomstedt, als Assistentin von Duncan Lewis am Institut für Architektur der Universidad Internacional de Cataluña (UIC) und als Assistentin am Institut für Wohnungswesen ihrer Heimatuniversität.
2014 schloss sie ein Masterstudium in Projektmanagement von Architekturprojekten an der Escola Tècnica Superior d’Arquitectura de Barcelona (ETSAB) an, die Teil der Polytechnischen Universität Katalonien (UPC) ist.

### Architekturbüro A&EB
Während ihres Aufenthalts in Barcelon lernte Bach ihren zukünftigen Ehemann Eugeni Bach kennen. Sie arbeitete studienbegleitend in seinem Architekturbüro Studio Bach Arquitectes, das 1999 in Anna & Eugeni Bach (A&EB) umbenannt wurde. Im Jahr 2000 nahmen die beiden an einem Wettbewerb für das Projekt First Parasite in Malmö in Schweden teil, den sie mit einem Holzhaus prompt gewannen. Mit ihren Renovierungen, Neubauten und urbanen Interventionen erzielten sie seitdem viel Anerkennung und zahlreiche Preise.

### Auszeichnungen
Einzelne Werke wurde viermal mit Preisen der Organisation Fomento de las Artes y del Diseño (FAD), einer katalonischen Organisation zur Förderung von Design, dem FAD International Award, dem FAD Ephemeral Work Award und dem FAD Opinion Award ausgezeichnet. Ihr architektonisches Werk wurde 2009 auf der Cité de l’architecture et du patrimoine in Paris und 2016 im Spanischen Pavillon auf der Architekturbiennale Venedig ausgestellt.
Im Jahr 2021 waren Anna und Eugeni Bach Kuratoren der XV. Spanischen Biennale für Architektur und Stadtplanung. 2023 kuratierten sie die Eröffnungsausstellung „Human Traces / World Heritage“ für das Museum Aalto2 in Jyväskylä, Mittelfinnland.

### Hochschullehrerin
Seit 2008 lehrt und forscht Anna Bach am Centro Universitario de Diseño y Arte de Barcelona (EINA).

## Projekte (Auswahl)
Gebäude
- 2007: Haus in Gaüses, Vilopriu, Spanien[9]
- 2013: Anoro House, Einfamilienhaus, Sant Esteve de Palautordera, Spanien[10]
- 2014: Casa MMMMMS, Camallera, Spanien[2]
  - 2014: Nominierung für den Mies-van-der-Rohe-Preis
- 2014: La Casita[2]
  - 2014: FAD International Award
  - 2014: FAD International Opinion Award
- 2019: Dirk and The Chocolate Factory, Renovierung und Umwidmung einer ehemaligen Schokoladenfabrik in ein Wohnhaus, La Bisbal d’Empordà, Spanien[11]
- 2020: Seven Lives Housing, Wohnhaus, Barcelona[12]

Innenarchitektur
- 2013: OAK showroom, Ausstellungsraum für einen Wohnungsausstatter, Barcelona[13]
- 2015: Wohnungsrenovierung in der Gran Via, Barcelona[14]
- 2016: Atelier für den Künstler Victor Pérez-Porro, Barcelona[15]

Installationen
- 2015: The Shadows of Sant Esteve, Olot, Spanien[16]
- 2018: Mies Missing Materiality, Installation im Deutschen Pavillon, Barcelona[17]
- 2020: Sticks & Stones, Installation im Weinkeller von San Gregorio, Logroño, Spanien[18]

## Veröffentlichungen
- mit Eugeni Bach: Más vivienda por menos. Catarata, Madrid 2015, ISBN 978-84-9097-093-5 (spanisch).
- mit Eugeni Bach, Juhani Pallasmaa, Fabrizio Gallanti, Maria Langarita, Carlos Quintáns, Juan José Lahuerta, Adrià Goula: Mies missing materiality. Ausstellungskatalog Deutscher Pavillon 08.11.2017-20.11.2017 Barcelona. Fundació Mies van der Rohe, Barcelona 2019, ISBN 978-84-948820-0-5 (englisch).
- mit Óscar Miquel Ares, Eugeni Bach: España vacía, España llena. Estrategias de conciliación (Leeres Spanien, volles Spanien: Strategien der Versöhnung). Ausstellungskatalog der XV. Biennale für Architektur und Stadtplanung in Barcelona 2021. Fundación Arquia, Barcelona 2021, ISBN 978-84-498-1053-4 (spanisch).